# Andrzej Mendygrał
Andrzej Mendygrał (ur. 24 września 1945, zm. 20 sierpnia 2019) – polski żeglarz i poeta, oficer Polskiej Marynarki Handlowej, jachtowy kapitan żeglugi wielkiej. 

## Życiorys
Dowodził m.in. takimi jednostkami jak Henryk Rutkowski, żaglowcem pasażerskim Peace, Concordią, żaglowcem badawczym PAN RV Oceania i brygiem Fryderyk Chopin (największym pływającym dwumasztowcem pełnorejowym na świecie.). Był autorem tekstów licznych pieśni żeglarskich, m.in. polskiej wersji utworu Hiszpańskie dziewczyny, "Pod Jodłą"
. Wyróżniony był m.in. odznaką Zasłużony Działacz Żeglarstwa Polskiego przyznawaną przez Polski Związek Żeglarski.
Był również dziennikarzem, autorem programów morskich dla Telewizji Polskiej. 
W 2011 roku w Nowym Warpnie na ulicy Źródlanej otwarto pierwszą w kraju Aleję Żeglarzy – ułożony z czerwono-szarej kostki deptak z płytami o wymiarach 60 x 60 cm z herbami miasta oraz sylwetkami dwóch żeglarzy: Krzysztofa Baranowskiego i Andrzeja Mendygrała.